# Chlamisus buonloicus
Chlamisus buonloicus es un coleóptero de la familia Chrysomelidae.
Fue descrita científicamente en 1983 por Medvedev in Medvedev & Zajtsev.